# Conus corallinus
Conus corallinus é uma espécie de gastrópode do gênero Conus, pertencente a família Conidae.

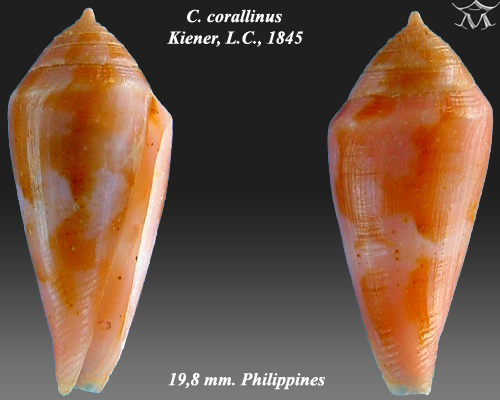